# Elecciones al Parlamento Europeo de 2019 (Francia)
Las elecciones al Parlamento Europeo de 2019 en Francia se celebraron el domingo 26 de mayo de 2019. En estos comicios —parte de las elecciones que se celebraron a lo largo de toda la Unión Europea— se eligieron los 74 diputados de la Eurocámara correspondientes a Francia en circunscripción única, mediante un sistema proporcional de listas cerradas con un umbral electoral del 5 %.
Una vez fue efectiva la salida del Reino Unido de la Unión Europea, el número de diputados electos aumentó a 79. En estas elecciones se volvió al modelo circunscripción electoral única vigente entre 1979 y 1999, después de la abolición de las circunscripciones regionales empleadas en las elecciones de 2004, 2009 y 2014.

## Candidaturas
Se presentaron 34 listas a las elecciones.

## Resultados
| Candidatura | Candidatura | Votos     | %     | Escaños |
| --- | --- | --------- | ----- | ------- |
| | Prenez le pouvoir, liste soutenue par Marine le Pen Agrupación Nacional (RN)                                                                      | 5 286 939 | 23,34 | 23      |
| | Renaissance soutenue par La République en marche, le MoDem et ses partenaires La República en Marcha (LREM) · Movimiento Demócrata (MoDem) · Agir | 5 079 015 | 22,42 | 23      |
| | Europe Écologie Europe Écologie Les Verts (EELV) · Federación de Regiones y Pueblos Solidarios (R&PS) · Alliance écologiste indépendante (AEI)    | 3 055 023 | 13,48 | 13      |
| | Union de la droite et du centre Los Republicanos (LR)                                                                                             | 1 920 407 | 8,48  | 8       |
| | La France insoumise Francia Insumisa (FI) | 1 428 548 | 6,31  | 6       |
| | Envie d'Europe écologique et sociale Partido Socialista (PS) · Radicales de Izquierda (RDG) · Plaza Pública (PP) · Nouvelle Donne (ND)            | 1 403 170 | 6,19  | 6       |
| Le courage de défendre les français avec Nicolas Dupont-Aignan. Debout la France ! - CNIP Debout la France (DLF)     | Le courage de défendre les français avec Nicolas Dupont-Aignan. Debout la France ! - CNIP Debout la France (DLF)                                  | 795 508   | 3,51  | 0       |
| Liste citoyenne du Printemps Européen avec Benoît Hamon soutenue par Génération.s et Dème-Diem 25 Génération.s (G.s) | Liste citoyenne du Printemps Européen avec Benoît Hamon soutenue par Génération.s et Dème-Diem 25 Génération.s (G.s)                              | 741 772   | 3,27  | 0       |
| Les Européens Unión de los Demócratas e Independientes (UDI)                                                         | Les Européens Unión de los Demócratas e Independientes (UDI)                                                                                      | 566 057   | 2,50  | 0       |
| Pour l'Europe des gens, contre l'Europe de l'argent Partido Comunista Francés (PCF)                                  | Pour l'Europe des gens, contre l'Europe de l'argent Partido Comunista Francés (PCF)                                                               | 564 949   | 2,49  | 0       |
| Ensemble pour le Frexit Unión Popular Republicana (UPR)                                                              | Ensemble pour le Frexit Unión Popular Republicana (UPR)                                                                                           | 265 469   | 1,17  | 0       |
| Alliance jaune, la révolte par le vote Alliance jaune                                                                | Alliance jaune, la révolte par le vote Alliance jaune                                                                                             | 121 209   | 0,54  | 0       |
| Otros | Otros | 1 427 108 | 6.30  | 0       |